# Rhyacophila vedra
Rhyacophila vedra är en nattsländeart som beskrevs av Milne 1936. Rhyacophila vedra ingår i släktet Rhyacophila och familjen rovnattsländor. Inga underarter finns listade i Catalogue of Life.